# Dafnis a Chloé (Offenbach)
Dafnis a Chloé (ve francouzském originále Daphnis et Chloé) je opereta nebo opéra bouffe o jednom dějství francouzského skladatele Jacquese Offenbacha na libreto Nicolase Clairvilla (vl. jm. Louis-François Nicolaïe) a Julese Cordiera (vl. jm. Élénore Tenaille de Vaulabelle). Premiéra se konala 27. března 1860 v pařížském divadle Théâtre des Bouffes-Parisiens.

## Vznik

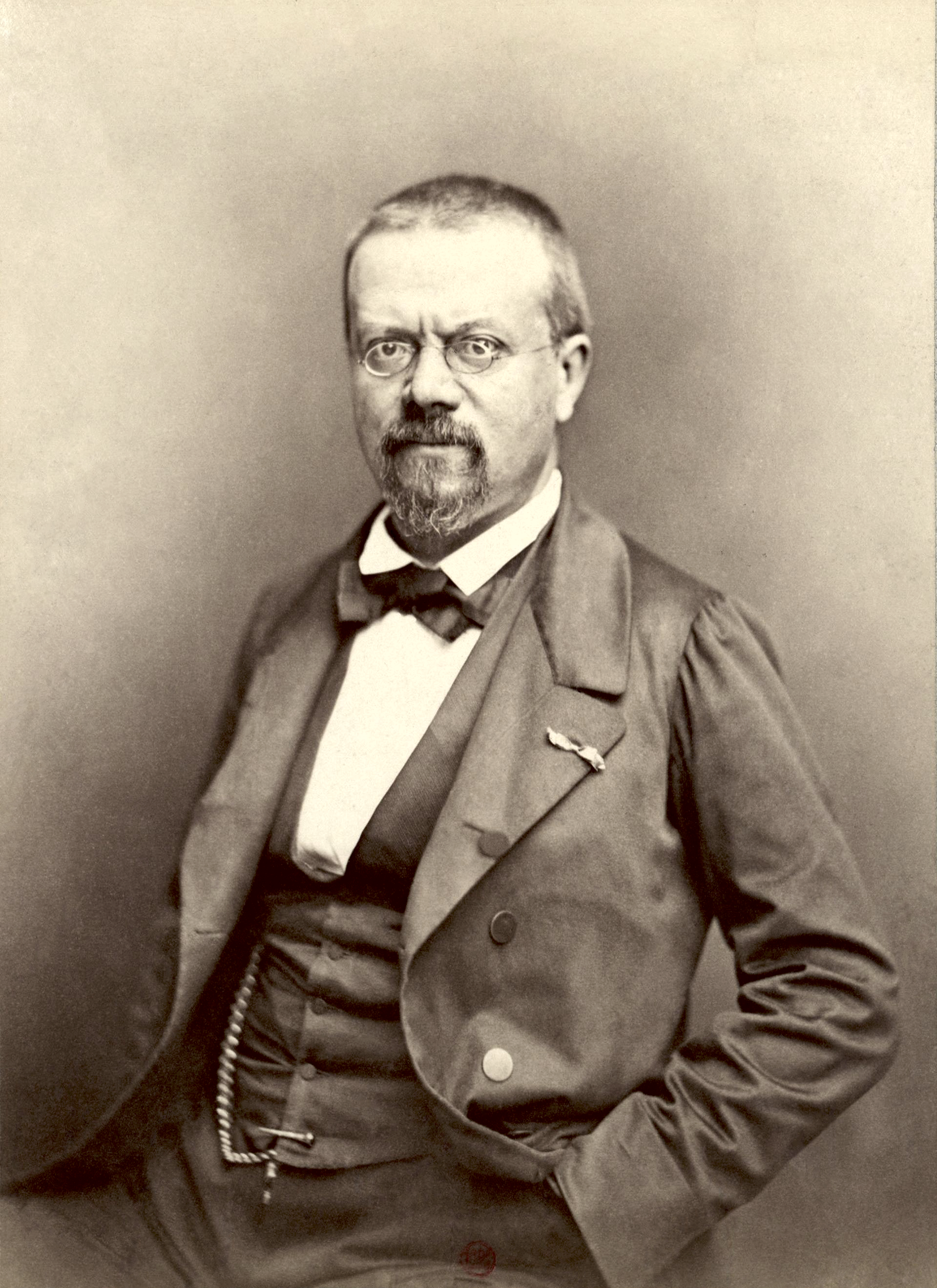
Clairville, libretista Dafnise a Chloé

Na podzim roku 1858 měla v divadle Bouffes-Parisiens, jehož zakladatelem, majitelem a ředitelem byl skladatel Jacques Offenbach, premiéru první Offenbachova celovečerní opera (opéra bouffon) Orfeus v podsvětí a získala obrovský úspěch; obsadila repertoár divadla prakticky až do konce sezóny. Na podzim následujícího roku přichystal Offenbach s velkou péčí a nákladem nové objemné dílo, opéru bouffe Genovefa z Brabantu, ale brzy se ukázalo, že ta se na programu neudrží zdaleka tak dlouho jako Orfeus. Od počátku roku 1860 proto bylo třeba za ni hledat náhradu v několika jednoaktových operetách jiných autorů a v únoru pak ve velké revuí Le Carnaval des revues, využívající z větší části hudbu z předchozích Offenbachových děl. Skladatel však byl nucen představit co nejdříve nové dílo vlastní výroby, k němuž zřejmě z časových důvodů využil prakticky již existující libreto. Tak vznikla jednoaktové dílo Dafnis a Chloé – uváděné pod označením „opereta“, i když libreto vyšlo s názvem „opéra-bouffe“ –, které mělo premiéru 27. března 1867.
Libreto Dafnise a Chloé vzniklo nepříliš podstatným přepracováním stejnojmenného jednoaktového vaudevillu, který měl premiéru v pařížském Théâtre du Vaudeville 23. listopadu 1849. Mělo dva autory. Prvním byl Éléonore Tenaille de Vaulabelle (1801–1859), který publikoval své prózy pod pseudonymem Ernest Desprez a početné dramatické práce pod pseudonymem Jules Cordier. Zemřel již v říjnu 1859, takže se na úpravách vaudevillu na operetu již nepodílel a premiéry Offenbachovy verze Dafnise a Chloé se nedožil. Ještě plodnějším autorem dobově populárních dramatických děl byl Louis-François-Marie Nicolaïe (1811–1879) píšící pod jménem Clairville, který na přelomu 40. a 50. let 19. století často spolupracoval právě s Julesem Cordierem. Dafnis a Chloé zůstali jediným dílem, na kterém se oba autoři spolupodíleli s Jacquesem Offenbachem, Clairville se však v 70. letech podílel na libretu řady operet jiných autorů, především fenomenálně úspěšných operet Dcera madame Angot Charlese Lecocqa (1872) a Zvonky cornevillské Roberta Planquetta (1877).

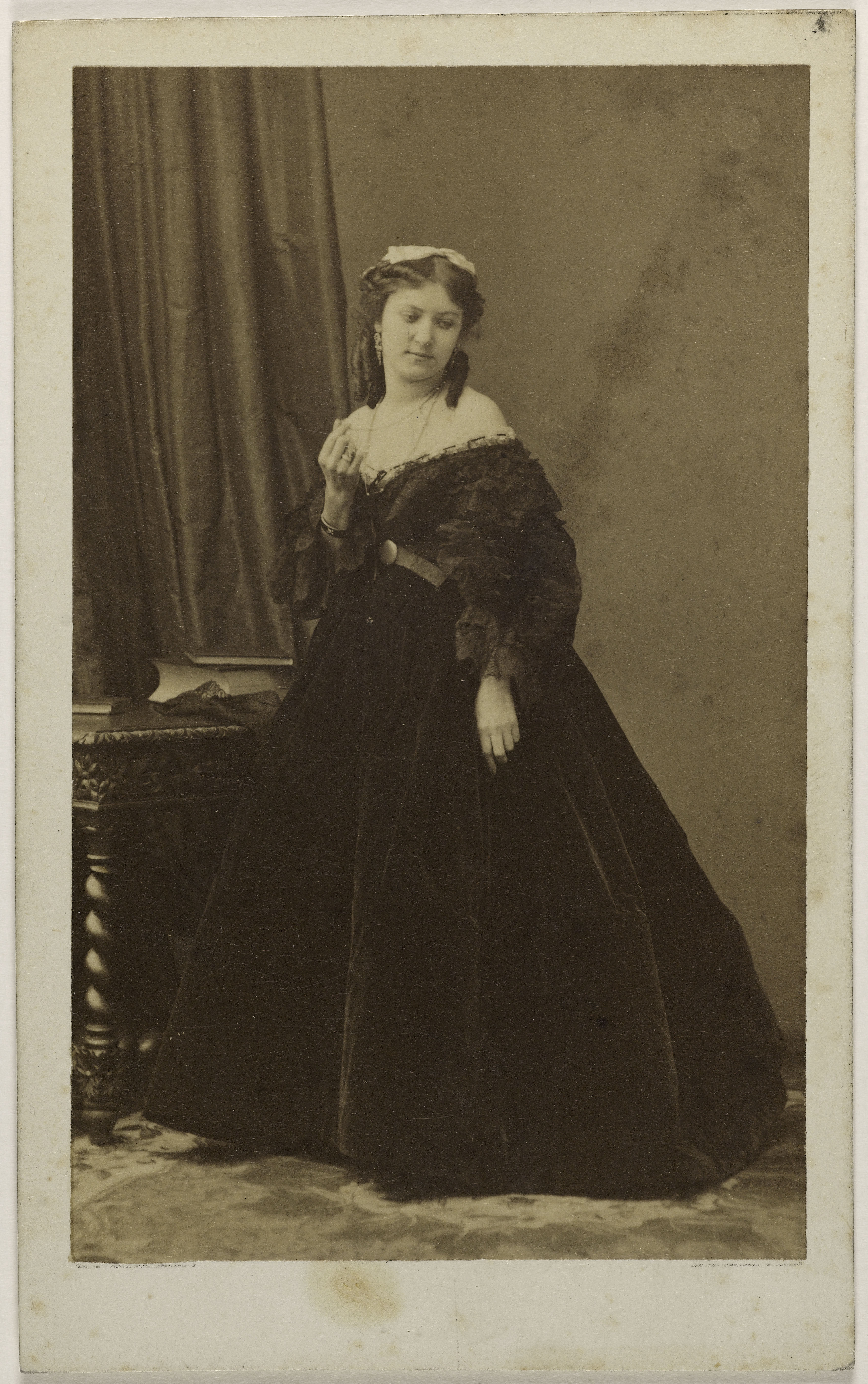
Juliette Beau, první představitelka Dafnise

Titulní úlohy hrály dvě mladé zpěvačky. Dafnise půvabná debutantka Juliette (de) Beau, která se stala hvězdou představení; Offenbach ji objevil předchozího roku v Marseilles. Svým půvabem a ustavičným úsměvem („příliš ustavičný, přesto však okouzlující“ podle recenzenta časopisu Le Ménéstrel Alexise Dureaua) zapůsobila zejména na pánskou část publika více než nejistým mezzosopránovým až altovým hlasem (Le Figaro: „Hlasu moc nemá, zato má styl.“). Na divadelních prknech se nezdržela dlouho, proslavila se v pařížských salonech jako kurtizána a způsobila skandál, když pro ni opustil svou manželku a děti známý cestovatel a sběratel starožitností hrabě Michał Tyszkiewicz. Chloé ztvárnila Pierrette Chabertová, která se osvědčila již mj. jako Ciboulette v Dámách z tržnice a Diana v Orfeovi v podsvětí. Roli Pana ztvárnil osvědčený komik Bouffes-Parisiens Désiré a bakchantku Kallistó zpěvačka Marie Cico.
Tisk si povšiml, jak se premiéra stala mondénní událostí, v níž se vysoká aristokracie z celé Evropy setkávala s vyhlášenými dámami pařížského polosvěta. Alexis Dureau psal: „Hudba pana J. Offenbacha mne vždy potěší. Dnes jako včera je barvitá, lehká, originální, s citem, ale bez afektu, bufózní, aniž by upadala do špatného vkusu.“ Recenzent Revue et gazette musicale de Paris míní: „Offenbachova hudba je zcela přiměřená žánru tohoto drobného venkovského obrázku. Je okouzlující od začátku do konce a více než která jiná svědčí o rozmanitosti a bohatství inspirace, kterou má autor Dvou slepců, Manžela za dveřmi a Orfea v podsvětí.“

## Charakteristika
Libreto operety Dafnis a Chloé vychází z antického Longova románu Dafnis a Chloé ze 2. století našeho letopočtu, který však byl zvláště oblíbený a vlivný v době rokoka. Ze spletitého děje je převzato základní téma rozkvétající lásky dvou mladých naivních pastýřů a „lekcí v lásce“, které však na rozdíl od románu uděluje bůh Pan (v Longově předloze rovněž vystupuje, má však jen ochrannou úlohu) a bakchantky. S ohledem na jiná Offenbachova díla parodující příběhy z antické mytologie jsou rovněž Dafnis a Chloé často označováni za parodii antického pastorále obecně a Longova románu konkrétně, to však není zcela přesné: antické postavy si zde přes komický děj ponechávají původní charaktery bez zjevných anachronismů, ironie nebo hyperbol. Historiograf francouzské operety Florian Bruyas se domnívá, že zde autoři „mile parodují“ žánr antického pastorále, Offenbachův český životopisec Miroslav Šulc poznamenává, že se zde Offenbach zmocnil antického námětu s větší pietou než u Orfea v podsvětí, a autor nejmodernějšího Offenbachova životopisu Jean-Claude Yon se domnívá, že spíše než o parodii antiky jde o pastiš pastorále 18. století. I Šulc poukazuje za příbuznost s pastorálními komediemi francouzského rokokového dramatika Charlese-Simona Favarta. Libreto, ač podle Bruyase napsané s vervou, obsahuje málo skutečného děje; je to vlastně jen jedna rozvinutá scénka bez výraznější charakterizace postav, až na komické scény s Panem.
Opereta má předehru, která je zřejmě pozdějšího původu: recenze premiéry uvádějí, že v té době Dafnis a Chloé předehru neměla, jen úvodní sólo hoboje v pastorálním tónu. Následuje devět zpěvních čísel. Hudba ještě více než libreto odkazuje na polovinu 18. století (k této době se Offenbach ve svých dílech často vracel). Podle Yona je „velké kvality, vysoce přesahující text, který ilustruje“. Bruyas hovoří o hudbě „lahodné svěžesti a něžnosti“, která „by byla na místě i na vážném jevišti“. I Miroslav Šulc ji oceňuje, byť s výhradami („Hudební složka má slušnou úroveň, i když kolísá mezi sentimentalitem a šlágrovitou esencí.“), a vyzdvihuje zejména bohatější harmonii a samostatnost orchestru oproti předchozím Offenbachovým dílům.

## Inscenační historie

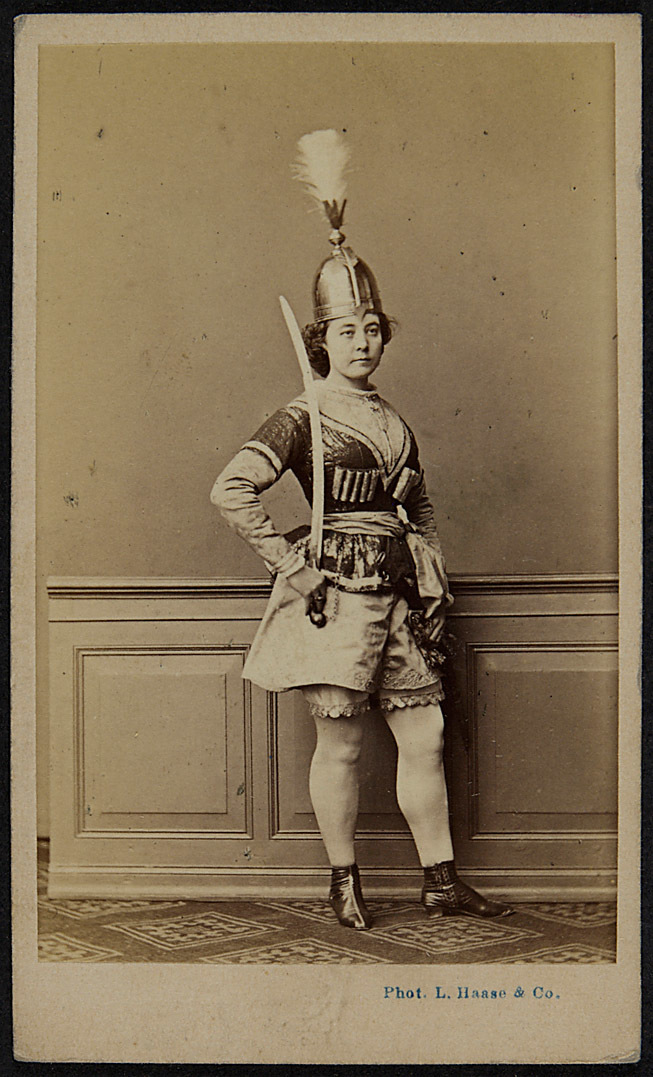
Elise Härtingová byla prvním Dafnisem v Německu; zde v kostýmu Férosy z Offenbachových Gruzínek roku 1864

První pařížská repríza v Théâtre des Bouffes-Parisiens proběhla za nepříznivých okolností v říjnu 1866: Jacques Offenbach již nejen nebyl jeho vlastníkem, nýbrž byl s novým vedením v čele s herečkou Delphine Ugaldovou v nepřátelském vztahu a odmítal mu povolit hrát svá díla, která přitom tvořila zásadní část kmenového repertoáru Bouffes-Parisiens. Divadlo přesto postupně některá z nich uvedlo, počínaje právě operetou Dafnis a Chloé, v níž Delphine Ugaldová excelovala v roli Dafnise vedle Léonce jako Pana a slečny Milly jako Chloé. I pod vlivem veřejného mínění, které mu vytýkalo malichernost, Ofenbach rezignoval na to, aby divadlo soudně donutil svůj zákaz respektovat. Dafnise a Chloé uváděla i další francouzská divadla.
Mimo Francii se Dafnis a Chloé poprvé nehráli – jak to bylo u Offenbachových děl obvyklé – ve Vídni, nýbrž v Berlíně, a to ve Friedrich-Wilhelmstädtisches Theater 23. prosince 1860. Německý překlad pod názvem Daphnis und Chloë pořídil Georg Ernst (pseudonym Ferdinanda Gumberta, 1818-1896). I zde excelovala Elise Härtingová jako Dafnis a s ní Otto Schindler jako Pan, kritizovány byla slečna Langeová jako Chloé a slečna Helfferichová jako Kallistó. Tato opereta se však nestala v Německu hitem; další německá divadla ji nastudovala až s odstupem mnoha let: Hamburk roku 1867, Mnichov (Actientheater) roku 1868 atd.

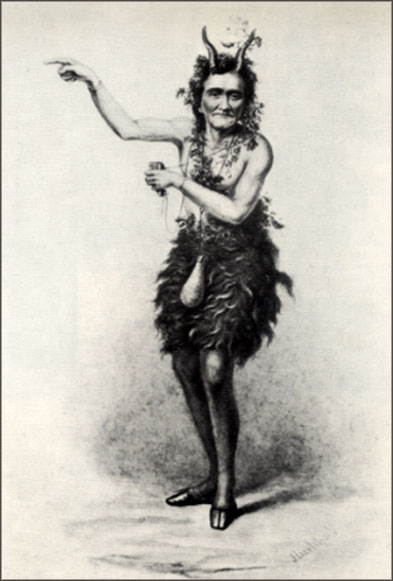
Johann Nepomuk Nestroy jako bůh Pan v Dafnisovi a Chloé. Akvarel Emila von Hartitzsche

Ve Vídni uvedl Dafnise a Chloé průkopník Offenbachova díla ve střední Evropě, herec a divadelník Karl Treumann, ve svém divadle zvaném Divadlo na nábřeží Františka Josefa (Theater am Franz-Josef-Kai, Kaitheater) nebo prostě Treumann-Theater. Premiéra se konala 2. března 1861. První uvedení v německojazyčném prostoru si tentokrát nechal Treumann ujít, aby mohl v této operetě představit hereckou legendu Johanna Nepomuka Nestroye, jenž v předchozí sezóně exceloval v roli Jupitera ve vídeňské premiéře Orfea v podsvětí. Nestroy byl již v té době na odpočinku, v Treumanově divadle však právě od 4. února do 23. března 1861 hostoval. Jako obvykle si Nestroy (spolu s Treumannem) roli a celý kus upravil, takže byl i na plakátech uváděn jako tvůrce německého textu, byť vyšel z berlínské verze. Bůh Pan se v jeho podání stal hlavní postavou, nestroyovskou figurou s typickým vídeňským dialektem, a ačkoli Nestroy odehrál jen několik představení, zůstal v této roli v dlouhé paměti díky prodávaným fotografiím, obrázkům i porcelánovým figurkám. Výkon na vysoké úrovni odvedly i představitelky obou titulních rolí, Anna Grobeckerová a Anna Marková. Roli Pana po Nestroyově odchodu převzal Treumann samotný.
6. června 1862 pak mohli Vídeňané porovnat místní verzi s originálem při hostování Théâtre des Bouffes-Parisiens v Treumannově divadle. Po požáru Treumannova divadla se Treumann roku 1863 i s inscenací vrátil do svého původního působiště, divadla Carltheater. Roku 1870 Dafnise a Chloé nastudovalo divadlo Variété a roku 1874 Komische Oper (Ringtheater).
Po Vídni následovala další rakouská divadla. Jako první Štýrský Hradec 30. listopadu 1861; nestroyovskou roli hrál oblíbený Ignatz Czernits, obecenstvu však tato opereta připadla zejména v lyrických částech příliš nevýrazná a zdlouhavá. Poté např. Lublaň 7. listopadu 1863, Černovice 30. listopadu 1863, Linec, Baden, Innsbruck, Salcburk, Klagenfurt…
11. června 1862 měl Dafnis a Chloé premiéru v maďarském jazyce, a to v překladu Pála Tarnaye (Madarassyho) (Daphnis és Chloe) v Lidovém divadle (Népszínház) v Budíně. V Košicích se hrála poprvé 12. února 1863. V Uhrách se tato opereta hrála i v němčině (v městském divadle v Prešpurku (Bratislavě) dne 15. března 1862, v Budínském německém divadle 22. dubna 1862, dále např. v Pešťském městském divadle 4. března 1864, v Temešváru, v Osijeku, ve Varaždíně, roku 1885 v Německém divadle ve Wollgasse v Pešti).
17. června 1920 uvedlo Dafnise a Chloé poprvé Slovenské národní divadlo v Bratislavě, avšak v češtině. Premiéra v polštině se konala 24. listopadu 1865 v městském divadle ve Lvově. 31. března 1868 se Dafnis a Chloé (pod názvem Dafnis i Hloja) hráli rovněž poprvé v chorvatštině v Záhřebu.
Mimo Francii a prostor bývalé rakousko-uherské monarchie se Dafnis a Chloé hráli zřídka. Švédská premiéra (v překladu Carla Gustafa Vilhelma Michala jako Daphnis och Chloë) se konala ve Stockholmu 30. října 1886 v divadle Vasateatern. Pokud jde o Itálii, poprvé se tato opereta pod názvem Dafne e Cloe hrála v benátském divadle Teatro Rossini v říjnu 1880; této inscenaci však předcházelo nastudování v lednu 1863 v divadle L'Armonia v tehdy rakouském Terstu. Do anglicky mluvícího prostředí pronikla až v nejnovější době.
Z novějších inscenací lze zmínit nastudování v Pasově, Landshutu a Štrubině v sezoně 2003/2004, nastudování v roce 2005 v Annabergu a inscenaci Pacific Opera Company v Sydney roku 2008, ve všech třech případech v kombinaci s Krásnou Galatheou Franze von Suppé, dále inscenace v Domě pro hudbu a hudební divadlo (MUMUTH) ve Štýrském Hradci roku 2015 v kombinaci s Pánem a paní Denisovými nebo roku 2019 inscenace ve studiu Northern Ireland Opera v Belfastu (v kombinaci s Ostrovem Tulipatan). Zvláště často ji pro mladé pěvce uvádějí hudební školy nebo jiné mládežnické projekty, namátkou školní představení Hochschule für Musik, Theater und Medien v Hannoveru roku 2010, roku 2015 inscenace Heartbeat Opera v New Yorku, roku 2016 inscenace Nanyang Academy of Fine Arts v Singapuru (v kombinaci se Zasnoubením při lucernách), roku 2017 inscenace Cambridge Youth Opera, roku 2018 inscenace na unverzitě v Monctonu, roku 2019 školní představení Musik und Kunst Privatuniversität der Stadt Wien ve Vídni (v kombinaci s Bagatelou).

### České země

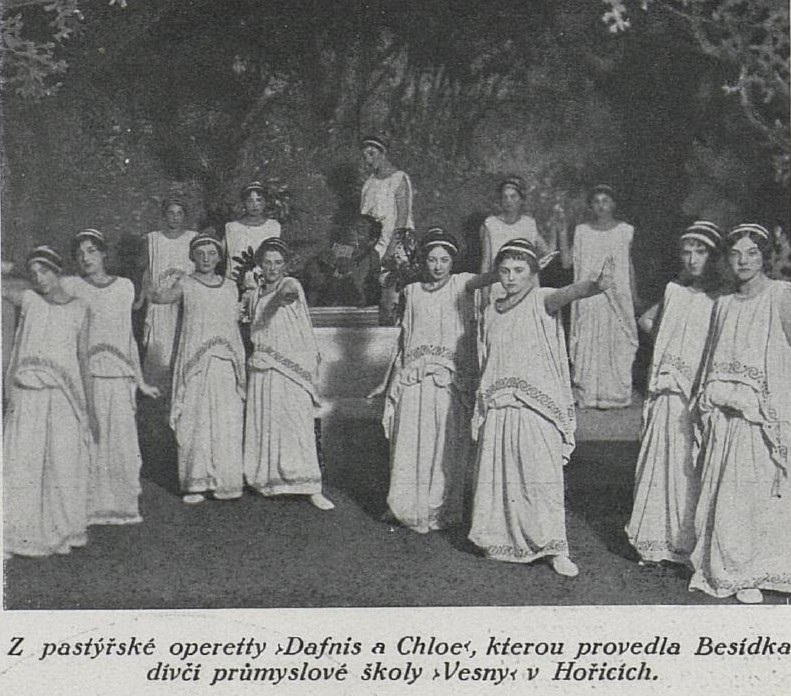
Scéna z nastudování Dafnise a Chloé dívčí průmyslovou školou „Vesna“ v Hořicích roku 1915

Dafnise a Chloé v českých zemích poprvé uvedlo (německé) Městské divadlo v Opavě 22. října 1863. Místní list Troppauer Zeitung premiéru ohlašoval jako doklad zvláštního úsilí vedení divadla o uspokojení diváků. „O stejné, ne-li vyšší hudební hodnotě než Orfeus v podsvětí, uchvacuje melodické bohatství tohoto výtvoru geniálního skladatele stejně příjemně posluchače, a proto doufáme, že toto dílo skutečně často, jako ve všech větších městech, zapůsobí svou přitažlivostí na vzdělané obecenstvo.“ 28. února 1864 se pak konala premiéra v Městském divadle v Olomouci.
O více než rok později Dafnise a Chloé uvedlo Královské městské divadlo v Brně. Premiéra se konala 22. dubna 1865 a nestroyovskou úlohu boha Pana hrál oblíbený místní komik Rudolf Rusa. Deník Brünner Zeitung referoval: „Hudba této idyly je přiléhavě jemná, něžná a dojímavá, i když bez vynikajících motivů; flétna, hoboj, fagot, housle mají hlavní slovo. Líbivý vstupní sbor bakchantek s hezkým sborem pro slečnu Gallaschovou [Kallistó], který však nemá nic divokého, bakchantského, potom dobře zpracovaný tercet s doprovodem Panovy flétny, poněkud matné vstupní písně Dafnise a Chloé, duet pro oba a Dafnisova romance jsou zhruba významnější čísla, které dámy Renéeová, Benischová a Gallaschová odzpívaly ne špatně, ale bez zvláštního účinku. Jen pan Rusa byl na konci vyvolán. Sbor bakchantek byl poněkud nejistý.“ List Mährischer Correspondent byl ve svém úsudku ještě přísnější: „Přátelé offenbachovské Múzy přece nevyžadují nějaký děj; má-li text alespoň nějaké snesitelné vtipy, jsou spokojeni, a pokud se jim podaří broukat si některou melodii po cestě domů, je jejich požitek úplný. Dafnis a Chloé má, jako všechny offenbachovské výrobky, jednu svěží melodii, a to hned v prvním duetu, která by se zde mohla stát populární. Vcelku nevykazuje tato opereta jinak žádná výjimečná čísla, nejlépe jsou zpracovány duety, i když trochu příliš hustě instrumentované (s pozouny a trumpetami).“ Recenzent ocenil rovněž scénu a duet Chloé s Panem. Zkritizoval však výkony slečny Benischové jako Dafnise („nesklidila nejmenšího úspěchu“), slečny Renéeové jako Chloé („měla krátkou sukni; jinak o ní můžeme jen poznamenat, že tam postávala jako marioneta a odříkala svou úlohu na jednom tónu“), sboru bakchantek („hudební galimatyáš“) a výhrady měl i k Rudolfu Rusovi jako Panovi („v některých scénách byl výtečný, i když se mu zčásti nedostává parodické ostrosti“). „Celkově byla tato opereta přijata s hrozivým mlčením.“ I přesto se v Brně Dafnis a Chloé hráli i později (1869, 1872, 1878) se znatelně příznivějším přijetím; nové nastudování z roku 1878 podle listu Brünner Zeitung „baví obecenstvo jednak parodicko-komickým námětem, jednak příjemnými a dráždivými melodiemi“.
Následovala představení v dalších německých divadlech. 8. prosince 1865 se Dafnis a Chloé hráli poprvé ve Znojmě, 14. listopadu 1866 v Městském divadle v Plzni, 27. listopadu 1870 v Litoměřicích, v listopadu 1874 v Teplicích, 19. června 1876 v Karlových Varech, roku 1888 v Chebu aj.

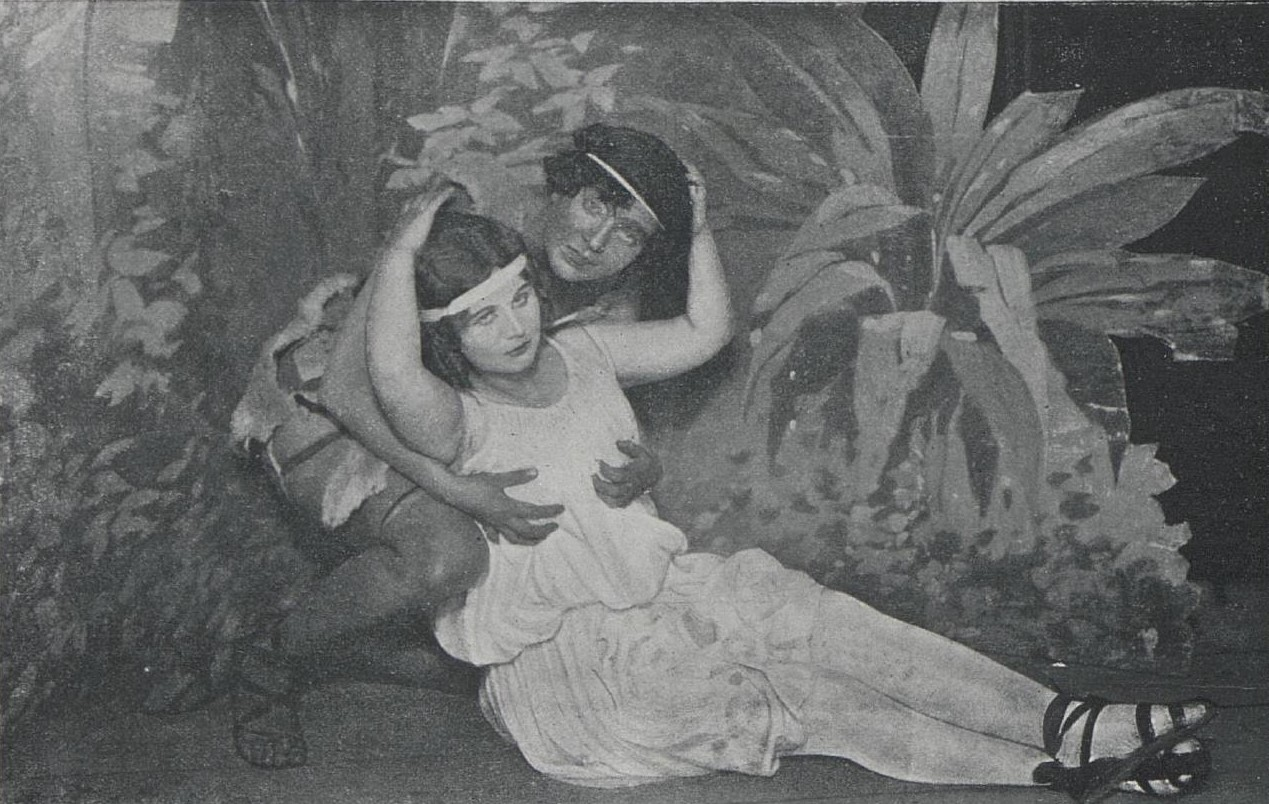
Božena Durasová jako Dafnis a Anna Bernhardtová jako Chloé, Městské divadlo Královských Vinohrad roku 1914

V češtině uvedlo Dafnise a Chloé poprvé 11. května 1867 Prozatímní divadlo v Praze v režii Josefa Chramosty, orchestr dirigoval druhý kapelník Adolf Čech a vedle značné části ženského pěveckého personálu v něm hrál oblíbený komik Jindřich Mošna, který převzal Nestroyovu úlohu bůžka Pana a podobně jako předobraz v této operetě hereckým výkonem dominoval. Libreto pod pseudonymem „Čeněk Pilulka“ přeložil do češtiny Emanuel František Züngel. Premiéra se konala v budově Novoměstského divadla. Na rozdíl od všech dříve uvedených operet se tentokrát u české verze jednalo o pražskou premiéru – pražské německé divadlo totiž Dafnise a Chloé nikdy nanastudovalo (nemělo pro roli Pana komika formátu Nestroye, Rusy nebo Mošny), a tak je v němčině zde představilo až v létě 1876 na zájezdu německé divadlo z Pešti. Jan Neruda v Národních novinách – jež nahrazovaly zastavené Národní listy – hodnotil novinku příznivě, ale poměrně vlažně: „Libreto její, původu francouzského, je sice místy až příliš smělé, v celku ale je v něm rozmaru a vtipu hojně. Hlavní úloha připadá panu Mošnovi [Pan], jenž diváky udržuje také v stálé veselosti. Zpěvní přední úlohy provedly slč. Pisařovicova [Chloé] a Staudingrova (Dafnis] šťastně; jen v jednom duetu nebylo ještě dostatečné jistoty. Paní Nedělová [Kallistó] měla příležitost, aby přednesem některých kupletů osvědčila se opět co síla operetě naší velepotřebná. Hudba nevyniká ničím novým.“ Recenzent Pražského deníku se domníval: „V Offenbachově nově předvedené staré operetě Dafnis a Chloë parodující část mythologie na spůsob Orfea v podsvětí od téhož skladatele, vyniká zejména drasticky p. Mošna, jsa podporován co do zpěvní části statečně sl. Pisařovicovou. Nikterak však nedostačuje začátečnice sl. Staudingrova pro úlohu Dafnisa, vyžadující pěvkyni i ve hře vynikající a sběhlou.“ Novinka obecenstvo příliš nezaujala a udržela se jen po čtyři představení.
Po Prozatímním divadle uvedla Dafnise a Chloé – s podtitulem Opilý polobůžek – divadelní společnost Pavla Švandy ze Semčic, a to nejprve 17. října 1868 v Městském divadle v Plzni, kde zajišťovala zimní sezonu, a 22. května 1869 na svém letním působišti v Praze, v Aréně ve Pštrosce. Klíčovou úlohu boha Pana zpíval tenorista Josef Kysela, který v této sezóně ke Švandovi přestoupil z Prozatímního divadla.
14. března 1901 uvedlo novou inscenaci Národní divadlo v Praze. Použil se pro ni nový překlad libreta od Václava Judy Novotného, ale úlohu Pana ztvárnil – stejně jako již v roce 1867 – Jindřich Mošna. K inscenaci došlo v době, kdy se změnilo vedení Národního divadla a ředitel opery Karel Kovařovic sliboval vyloučení operety z jeho repertoáru, proto tisk přijal uvedené Dafnise a Chloé s podivem a nevolí, i když uznával, že volba to byla dobrá. Emilian Hoffer, recenzent hudebního časopisu Dalibor, psal: „Text Clairvillův s jiskrou dobrého vtipu paroduje tu idyllu dvou zamilovaných a hlavně řeckou mythologii. Ten parodistický rys dobře a namnoze i duchaplně vystihl Offenbach svou hudbou, jež plyne tu v zaokrouhlených melodiích, tu v skočných rythmech, podporována pikantní instrumentací; kde však začne karikovati, neujde vám jistá obhroublost těchto vtipů, jež ruší dosti jednotně spracovaný a v mezích žádoucí operettní decentnosti se držící celek.“ Podobně soudil i recenzent Národních listů, po stescích na znovuuvedení operety do ND: „Již text Clairvillův je dosti šťastný […] Pro parodistickou vlohu Offenbachovu bylo takové libretto, posmívající se antické idylle a řecké mythologii, voda na mlýn. Tu může to klapati jeho bezstarostnými rythmy, sypati se to jeho lehkými melodiemi. […] Tolik dlužno skladateli přiznati, že v této práci udržel se více v mezích hudební decentnosti, než kdekoli jinde. Místa, jako romance Chloina nebo trojzpěv, kde milenci učí se flétně Panově, nepostrádají jistého lehce nahozeného půvabu.“ Karel Hoffmeister v České revue mínil: „O aktovce Dafnis a Chloe, Offenbachově povedené parodii antických pastýřských idyll stačí snad konstatovati, že pěkná a vkusná její hudba i její vtipné, persiflující obraty přiměřeně pěkně a s humorem byly též provedeny.“
3. října 1913 uvedl Karel Švanda ze Semčic novou inscenaci ve Smíchovské aréně (v kombinaci s Čarovnými houslemi a Písní Fortuniovou).

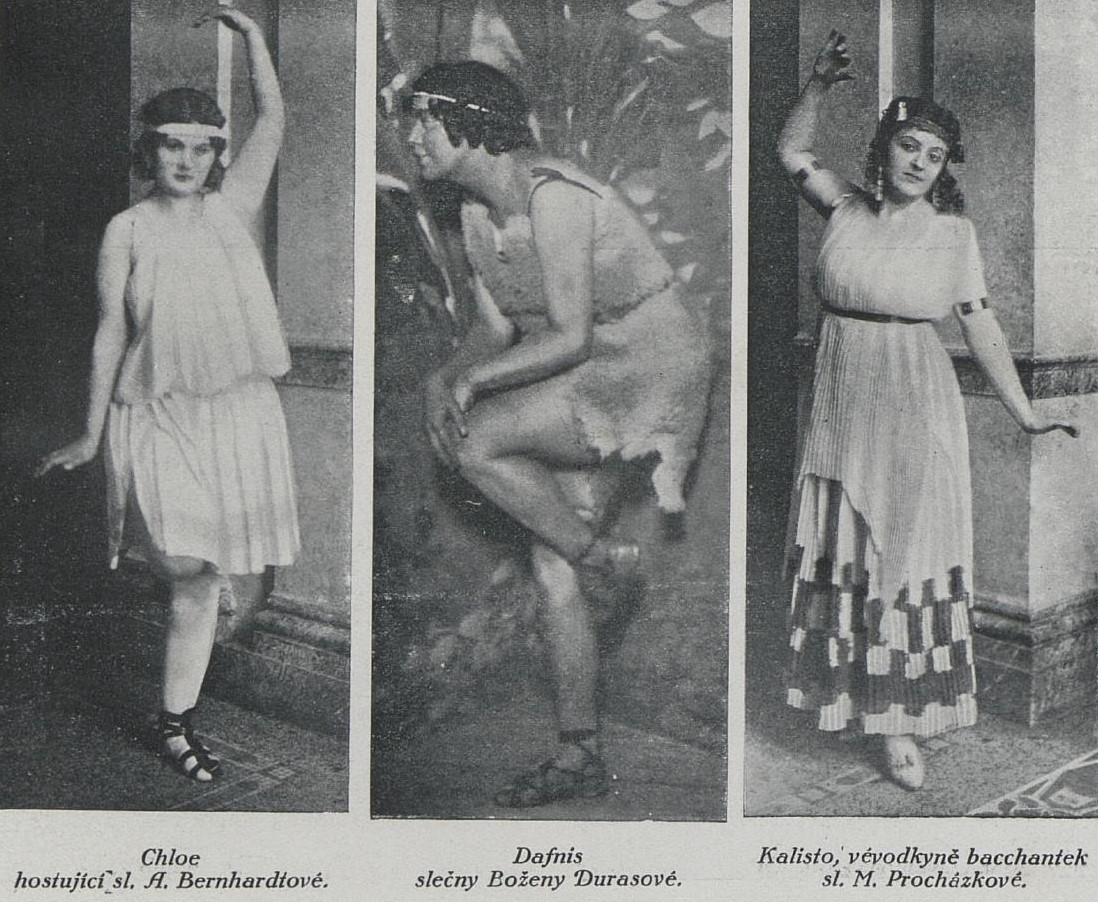
A. Bernhardtová jako Chloe, B. Durasová jako Dafnis a M. Procházková jako Kallistó, Městské divadlo Královských Vinohrad roku 1914

Velmi úspěšnou inscenaci vypravila brzy poté, a to 16. října 1914, zpěvohra Městského divadla Královských Vinohrad. Oceňovány byly režie Karla Hugo Hilara a řízení orchestru Karla Nedbala; z představitelů nejvíce zaujala operetní hvězda Božena Durasová (Důrasová) v úloze Dafnise, Pana hrál Alois Charvát, Chloé Anna Bernhardtová. Agrárnický Večer o Dafnisovi a Chloé psal: „Rozkošná jest vskutku Offenbachova pastýřská opereta […] Hra jest básní s jemným požitkem umění dramatického a hudebního. […] Dlužno doznati, že vinohradská scéna v poslední době se neobyčejně přičiňuje a dociluje krásných výsledků uměleckých.“ Realistický Čas oceňoval dílo takto: „Rozmarně parodistické dílko, jež je jakýmsi rafinovaně znaivnělým Orfeem v podsvětí, velice se líbilo. Lehce navržená musiquetta Offenbachova je bohata roztomilými, v pravdě vtipnými nápady i hudebními i text výborně ilustrujícími. Vzpomeňme alespoň na kuplet Pan-Pan, nebo na brnkavou melodii, při níž Pan napivší se vody z Lethe marně se snaží rozpomenouti se na mnohoslibně počaté milostné laškování s Chloe. Jen geniální hudební humorista dovede tak prostými prostředky způsobiti účinky té pronikavé síly komické, aniž by vybočil z mezí vkusného půvabu.“
Za první světové války i po ní mělo Dafnise a Chloé ve svém repertoáru také Divadlo sdružených měst východočeských pod vedením Bedřicha Jeřábka, které ji představilo i mimo svá tradiční působiště.
Další českou inscenaci vypravilo 10. dubna 1920 Národní divadlo v Brně; mělo k tomu nejlepší možnosti, neboť získalo hudební archiv Carltheatru. Ve spojení s dalšími Offenbachovými aktovkami Svatba při lucernách a Fleuretta aneb Švadlenka a trubač ji připravili režisér Vladimír Marek a dirigent Stanislav Doubravský. Lidové noviny označily všechny tři operety jako „dost už vybledlé textově i omšelé hudebním svým rouchem, ale přece vždy ještě schopné pobavit beznáročné obecenstvo letního divadla“. Recenzent Moravské orlice připomněl, že „nikdo nedovedl po [Offenbachovi] v lehčí komické opeře, čili v dnešním smyslu operetě, tak přiléhavým výrazem se vyjádřiti“ a že „proti jeho vtipné hudbě je dnešní opereta – až na výjimky, které by na prstech jedné ruky bylo možno spočítati – snůškou banalit“; o Dafnisovi a Chloé konkrétně mínil, že zde „ukázal Offenbach, že dokáže býti i jemným“.
Je trochu s podivem, že Dafnis a Chloé, jejichž sexuálně dráždivé libreto bylo podle Nerudy „místy až příliš smělé“, se v první polovině 20. století stalo oblíbeným ochotnickým a školním kusem, zejména na dívčích školách. Důvody byly praktické: až na postavu Pana totiž vyžaduje jen dívčí účinkující ve vcelku libovolném množství.
Roku 1913 tuto operetu uvedla pěvecká škola Maruše Langové ve smíchovském Intimním divadle (v kombinaci s Manželem za dveřmi, dirigoval Karel Nedbal); hudební časopis Dalibor označil toto provedení jako „velice roztomilé“. 1915 ji uvedla Besídka dívčí průmyslové školy „Vesny“ v Hořicích, roku 1916 zpěvácký spolek Záboj v Červeném Kostelci. Roku 1921 nastudovalo Dafnise a Chloé rovněž Dramatické sdružení Čechie v Radotíně, roku 1934 Jevištní přípravka B. Rosenkrancové a Z. Otavy v pražské Uranii (v kombinaci s Fortuniovou písní) a roku 1936 pěvecká škola prof. K. Wallersteina v pražském biografu Alfa.
Již v roce 1926 vysílal Dafnise a Chloé také československý rozhlas Radiojournal.
Jedinou poválečnou profesionální inscenaci Dafnise a Chloé uvedlo Státní divadlo v Brně na scéně divadla Reduta 30. března 1973.

## Osoby a první obsazení

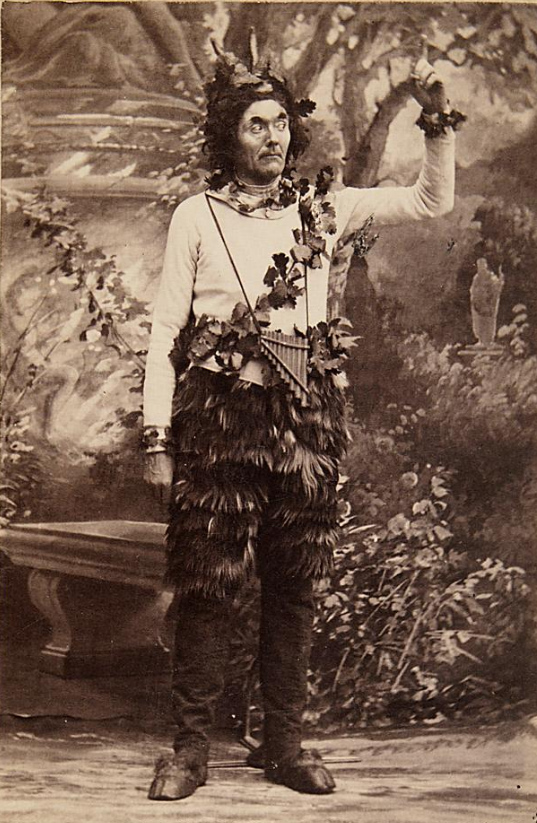
Nestroy jako Pan

| osoba                                                          | hlasový obor          | světová premiéra (27.3.1860)                                   | vídeňská premiéra (2.3.1861)                          | česká premiéra (22.4.1865)                             | premiéra v češtině (11.5.1867)                                                                           |
| -------------------------------------------------------------- | --------------------- | -------------------------------------------------------------- | ----------------------------------------------------- | ------------------------------------------------------ | --- |
| Bůh Pan                                                        | baryton               | Désiré (vl. jm. Amable Courtecuisse)                           | Johann Nepomuk Nestroy                                | Rudolf Rusa                                            | Jindřich Mošna                                                                                           |
| Dafnis (Daphnis)                                               | soprán (tenor)        | Juliette Beau                                                  | Anna Grobecker                                        | Leopoldine Benisch                                     | Kateřina Štaudingrová                                                                                    |
| Chloé                                                          | soprán (subreta)      | (Marie-)Pierrette(-Amélie) Chabert                             | Anna Marek                                            | Renée                                                  | Marie Pisařovicová                                                                                       |
| Kallistó, bakchantka                                           | soprán                | Marie Cico (vl. jm. Alexandrine-Louise-Hortense Trotté)        | Müller                                                | Gallasch                                               | Josefina Nedělová                                                                                        |
| Locoé, Amalthée, Niobé, Xantippe, Aricie, Ériphile, bakchantky | soprány, mezzosoprány | Emma, Marie Lebrun, Marie Petit, Villers, Gabrielle, Augustine | Remay, Demmer I, Moser, Wagner, Berthal, Dobera       | Swoboda, Reiß, Stettina st., Nagel, Hanáczek, Blitzner | Antonie Failerová(-Ranglová), Eva Sáková(-Maislerová), Anna Hegratová(-Čapková), Terezie Tomičková, –, – |
| [Egeria, Echidna, Echo, Philonis, Arethusa, Lara, nymfy]       | taneční role          | –                                                              | Donhauser, Habrich, Seidl, Walther, Demmer II, Rösler | –                                                      | – |
| Dirigent:                                                      | Dirigent:             | Jacques Offenbach                                              | Carl Franz Stenzel                                    | Johann Schirek                                         | Adolf Čech                                                                                               |

## Děj operety

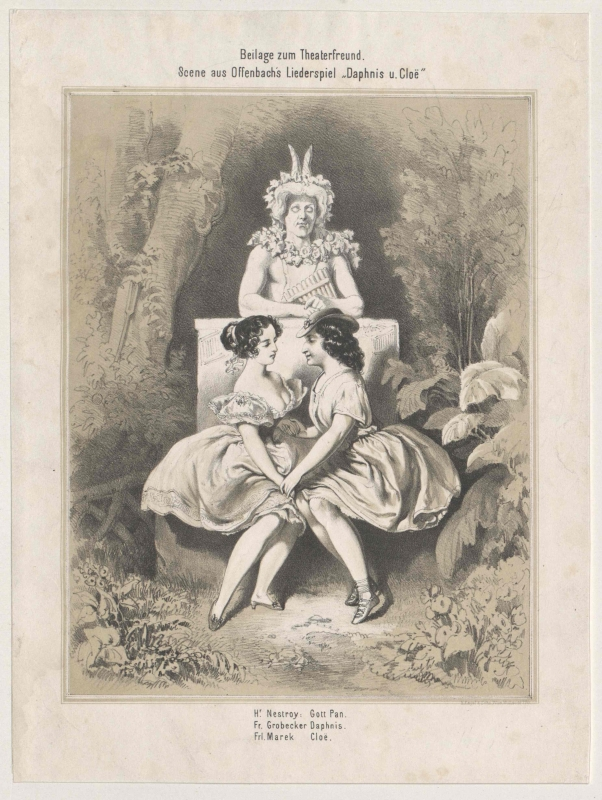
Scéna z Dafnise a Chloé z vídeňské inscenace roku 1861. Anna Marková jako Chloé, Anna Grobeckerová jako Dafnis a v pozadí Johann Nestroy jako socha boha Pana

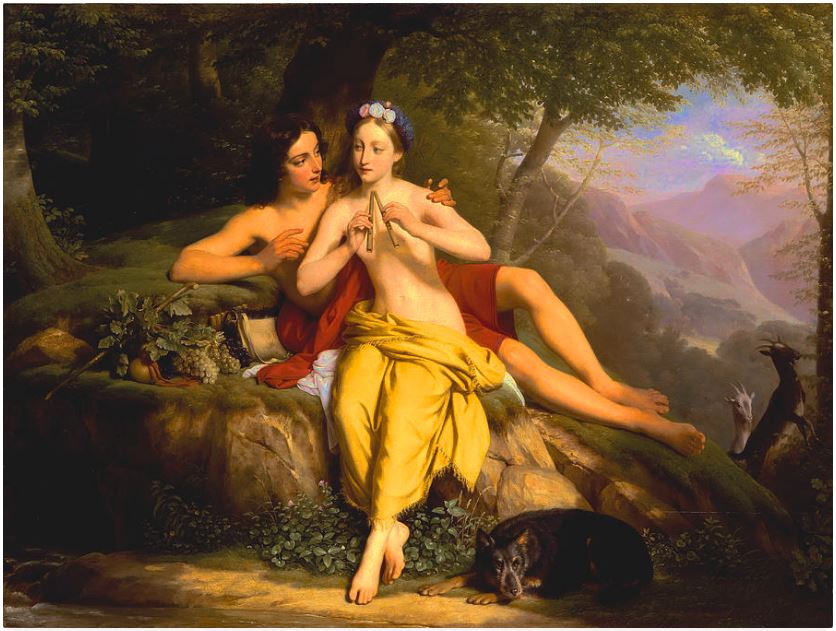
Dafnis a Chloé, lekce hry na flétnu. Obraz Louise-Marie-Jeanne Hersentové z roku 1842

(Venkovská krajina na okraji háje v starověkém Řecku se sochou představující polopostavu boha Pana na piedestalu) K soše svého vůdce se nezávisle na sobě přikrádají bakchantky z Panova doprovodu. Každá by se zde ráda setkala s pohledným mladým pastýřem Dafnisem, který sem často zavítá, a současně to zachovala v tajnosti před svými družkami. Když se takto setkají na jednom místě, tváří se, že je to náhoda. Jedna z nich, Kallistó, zanotuje jejich hymnu (č. 1 sextet, sbor a kuplety Kallistó Approchons en silence… Eh quoi!? nous voilà toutes … Allons, les bacchantes, de la terre aux cieux). Všechny předstírají, že je sem přivedl stesk po Panovi. Ten je totiž pro dnešek opustil a odešel na Olymp popřát svému otci Diovi k jmeninám. Kallistó navrhuje, aby šly Pana raději uctít do jeho nového chrámu na vrcholku nedalekého kopce. Jejím úmyslem je nenápadně se oddělit od svých družek a vrátit se sem – jenže i ostatní bakchantky, i když na její návrh na oko přistupují, mají podobný záměr (č. 2 árie a tercet Jeunes bacchantes, soyons constantes).
Po jejich odchodu ze sochy vystupuje sám Pan. Je polichocen oddaností, kterou mu bakchantky (zdánlivě) prokazují, ale pro dnešek se jich chtěl zbavit. Na toto místo totiž přicházívá mladá pastýřka Chloé, na kterou má bůh zálusk. A Chloé se právě blíží se svou milovanou ovečkou. Už mnozí pastýři se o Chloé ucházeli, ale všichni by její ovci nejraději snědli; ona vyslyší jen takového, u kterého bude její ovečka v bezpečí (č. 3 romance Suis-moi dans ma course légère). Sem přišla na schůzku s Dafnisem. To je pro Pana novinka. Když dívka při čekání na milého věnčí Panovu sochu kvítím, bůh si hraje na ozvěnu a snaží se vzbudit v dívce pochybnosti o Dafnisovi, ba jí vtiskne (v podobě sochy) polibek. Ale dalším pokusům zabrání Dafnisův příchod.
Jeho radostné shledání s Chloé nenaruší ani drobný spor o to, kdo si to hrál na ozvěnu a odkud se vzal ten polibek – k němuž se Dafnis ostatně dosud neodhodlal… (č. 4 duet Je te vois, je te vois, ô bonheur!). Oba se usadí do trávy pod Panovou sochou a vedou zamilovaný rozhovor, ale tak naivní, že si Pan téměř zoufá. Když Chloé dojde k závěru, že k jejich štěstí chybí jen hra a zpěv, podstrčí jim Pan svou flétnu (šalmaj). Jejím objevením jsou Dafnis a Chloé nadšeni a opěvují boha Pana a jeho hudbu, ale zjistí se, že Dafnis na flétnu hrát neumí. Chloé se o to pokusí a nebylo by se jí vedlo lépe, kdyby místo ní nehrál v pozadí sám Pan (č. 5 tercet Si nous avions ici, Daphnis, un chalumeau! … Pan, pan, pan). A protože se zdá, že jejich romance nepovede nikam dále, vzpomene si Chloé, že musí zavést ovce ke svému otčímovi, a odběhne – a Pan, vystoupiv ze sochy, ji zbystra následuje. Dafnis je zklamán, a protože se mu ve snu vždy zjevuje Chloé, snaží se usnout – což se mu podaří (č. 6 romance Même en fermant les yeux).

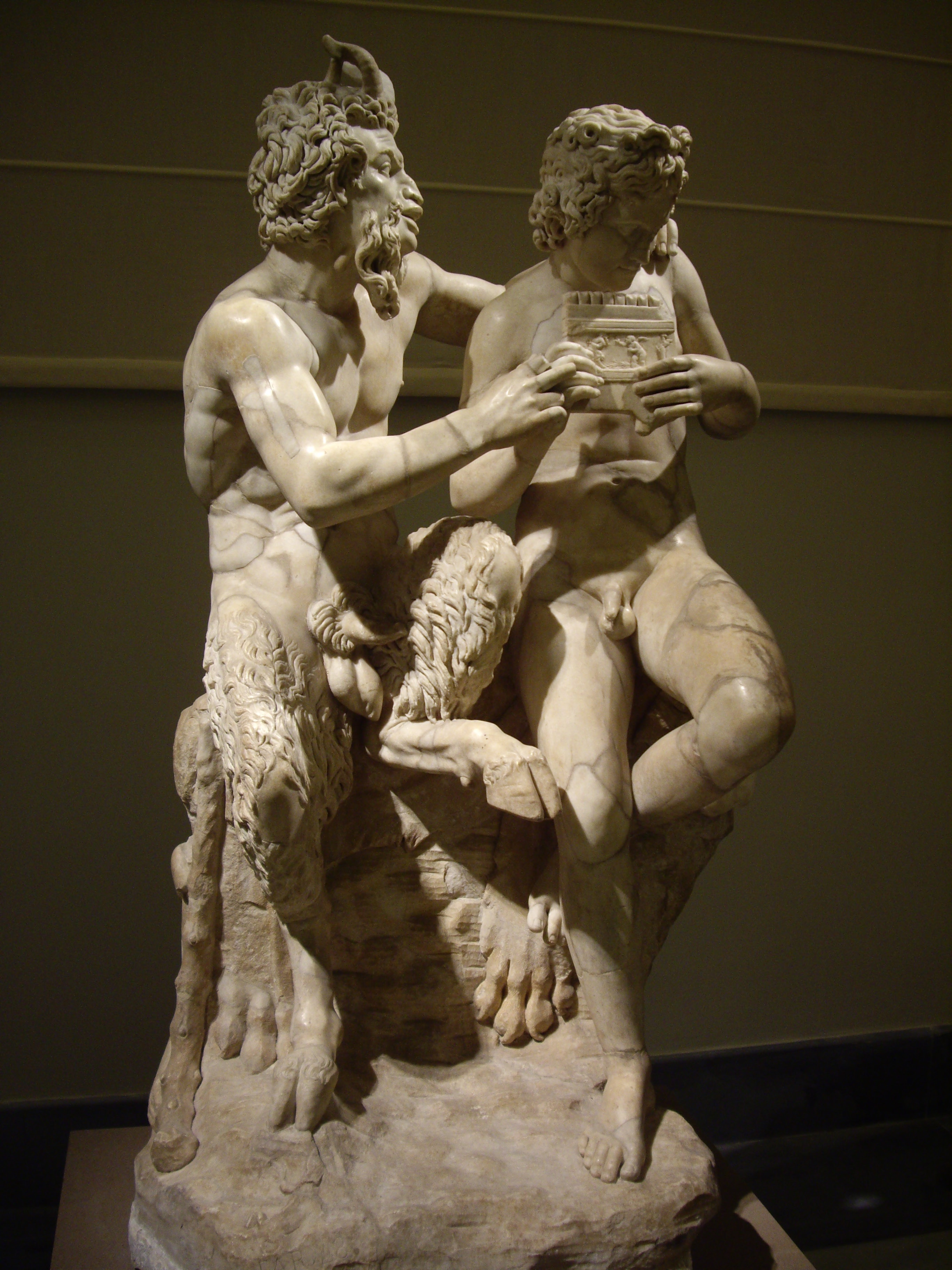
Pan a Dafnis, římská kopie antické Héliodórovy sochy

Spícího Dafnise obklopí bakchantky. Dohodly se vyřešit svou rivalitu tím, že mladíka svedou spolu. Dafnis se probudí a chce se ihned vydat za Chloé. Bakchantky ho zadržují a vyptávají se ho, zda je do Chloé zamilován, ale ukáže se, že Dafnis nezná slovo „láska“. Ba ani nemá tušení, že jeho oblíbená píseň o Nérei, kterou ho bakchantky nutí zazpívat, je milostná píseň (č. 7 ansámbl a Dafnisův kuplet Non tu vas rester avec nous… Nérea, la nuit est sereine). Bakchantky jej škádlí a snaží se naučit zdráhajícího se Dafnise lásce. Ten se však v myšlenkách i v řeči stále vrací k Chloé, a proto mu Kallistó chce dát napít z čutory vody z řeky zapomnění Léthé.
V té chvíli je překvapí Pan, který už nějakou dobu pozoroval z úkrytu, jak jeho naoko oddané následovnice zahrnují přízní jiného. Bakchantky utečou a odvlečou s sebou i pastýře; na místě zanechají jen čutoru, o níž se Pan domnívá, že musí obsahovat nějakou silnou lihovinu. Chce bakchantky s Dafnisem pronásledovat, ale tu se vrací Chloé a Pan se rozhodne Dafnisovi pomstít jinak.
Chloé čeká svého milence [árie Ah! que peut il faire?]. Pan se s ní dává do řeči a zjistí, že ani Chloé dosud neví, co je to láska. A Pan se jí ochotně jme názorně vysvětlovat, jak se k milované bytosti chovat. Dojdou k polibku a rozhovor se slibuje rozvíjet dále tímto směrem, jenže Pan se napije na povzbuzení likéru z čutory – a v mžiku zapomene, o čem a s kým hovoří, ba i kdo je on sám. K pastýřčinu rozčarování tak lekce milování skončí ve zmatku dříve, než pořádně začala (č. 8 duet De mon ignorance extrême… Et maintenant, dites-moi vite).
Zatímco zmatený Pan odchází sám nevěda kam, přibíhá k Chloé Dafnis. Konečně se vytrhnul bakchantkám a spěchá své milé sdělit, co se naučil o lásce. Je překvapen, že Chloé se mezitím dozvěděla mnohé z toho, co jí vypráví. U polibku však její znalosti končí a Dafnis může pokračovat v lekci tam, kde Pan přestal…
Bakchantky mezitím našly bloudícího Pana, vedou ho na Olymp a představují mi pastýřské milence, které bůh vůbec nepoznává. Současně Dafnisovi a Chloé oznamují novinku, že jejich rodiče svolili k jejich sňatku. Dafnis a Chloé dokončí vzájemné učení lásce až po svatbě a všichni se loučí s publikem zpěvem a tancem na Panovo téma (č. 9 finále Pour tant j'ai cru comprendre… Ah, que notre vie est joyeuse… Pan, pan, pan).

## Instrumentace
Dvě flétny (2. též pikola), hoboj, dva klarinety, fagot; dva lesní rohy, dvě trubky, pozoun; tympány, bicí souprava; smyčcové nástroje (housle, violy, violoncella, kontrabasy).

## Nahrávky
- 1949 (rozhlasová nahrávka, CD 2008 Cantus Classics C 5.01136 F, + Pepito) Hrají a zpívají: (Dafnis) Günther Ambrosius; (Chloé) Bettina Bruckner; (Kallistó) Gabriele Possinke; (Xantippa) Marie Madlen-Madsen, (Lokoé) Elisabeth Wuttke, (Amalthea) Otti Ottmar, (Niobé) Christa Moser, (Pan) Sanders Schier. Orchester des Frankfurter Rundfunks řídí Kurt Schröder (v němčině).
- 1977 (rozhlasová nahrávka BBC 3, oficiálně nevydaná) Hrají a zpívají: (Dafnis) Sandra Francis; (Chloé) Delith Brook; (Kallistó) Freda Farnworth; (Xantippa) Jane Wilcox, (Lokoé) Deborah Staiman, (Amalthea) Pauline Byrne, (Niobé) Gaye-Lynn Kern, (Pan) Michel Vallat. Opera Orchestra of the Guildhall School of Music and Drama řídí Vilém Tauský (v angličtině).[85]

## Díla na týž námět
Na námět Longova antického románu vznikl velký počet literárních, výtvarných i hudebních děl; mezi nejznámější hudebně-dramatická díla patří:
- Dafni, opera (dramma pastorale per musica) Emanuela d'Astorgy z roku 1709,
- Daphnis et Chloé, opera-pastorále Josepha Bodina de Boismortiera z roku 1747,
- Daphnis et Églé, pastorale héroïque Jeana-Philippa Rameaua z roku 1753,
- Daphnis et Chloé, nedokončené pastorále Jeana-Jacquese Rousseaua z roku 1774,
- Daphnis et Chloé, opera (comédie lyrique) Henriho Maréchala z roku 1899,
- Daphnis et Chloé, balet (choreografická symfonie) Maurice Ravela pro Ballets russes z roku 1912,
- Daphnis et Chloé ou La Leçon d'amour, opereta (pièce mêlée de couplets) Henriho Moreau-Febvra z roku 1918,
- Dafni, opera Giuseppa Mulèho z roku 1928,
- Daphnis é Chloé, balet Henryho Torguea s použitím hudby Maurice Ravela pro choreografa Jeana-Clauda Galottu z roku 1982.

Scéna Dafnis a Chloé se objevuje jako „divadlo na divadle“ rovněž ve druhém dějství opery Piková dáma Petra Iljiče Čajkovského.